# Resolució 162 del Consell de Seguretat de les Nacions Unides
La Resolució 162 del Consell de Seguretat de les Nacions Unides, aprovada l'11 d'abril de 1961 després d'una queixa presentada per Jordània i prenent nota de la decisió de la Comissió Mixta d'Armistici Israel-Jordània, el Consell va aprovar la decisió d'aquest organisme i va instar Israel a complir-lo. El Consell va demanar al membre de la Comissió que cooperés per garantir que es complirà els acords d'armistici araboisraelians de 1949 entre Israel i Jordània. Representants de Jordània i Israel es van presentar a la reunió.
La resolució 162 va ser aprovada per vuit vots a favor, cap en contra i tres abstencions de Ceilan, la Unió Soviètica i la República Àrab Unida.